# 佩雷莫哈 (赫米利尼克區)
49°39′46″N 28°38′42″E / 49.66278°N 28.64500°E
佩雷莫哈（烏克蘭語：Перемога）是烏克蘭西南部文尼察州村落，由赫米利尼克區馬赫尼夫卡市鎮負責管轄，始建於1650年，面積18.16平方公里，海拔高度292米，2001年人口618，人口密度每平方公里34.04人。